# Kjersti Beck
Kjersti Beck gift Bjørnback, född 5 september 1979 är en inte längre aktiv norsk handbollsmålvakt. 

## Klubbkarriär
Kjersti Beck var målvakt i Gjøvikog Vardal HK 1997–1998 sitt sista juniorår. Hon spelade sedan för norska toppklubben Byåsen Håndball Elite 1998–2000 och sedan för andra gången som lagkapten i ett mycket ungt Byåsenlag 2002–2006. 2000–2001 var hon spelledig och 2001–2002 spelade hon för Sjetne IL. Hon var sedan målvakt för CBM Astroc Sagonto 2006–2007. Klubben i Spanien fick ekonomiska svårigheter och Beck återvände till Norge. Becks sista klubb blev Gjøvik og Vardal HK, där hon 2013 avslutade sin målvaktskarriär då klubben degraderades till andra ligan. Hon spelade för klubben 2007–2009 då hon gjorde ett uppehåll till 2010. 2013 när hon avslutade karriären hade klubben bytt namn till Gjøvik Håndballklubb

## Landslagskarriär
Kjersti Beck debuterade den 22 oktober 2004 mot Frankrike. Beck har spelat 42 landskamper för norska A-landslaget med EM-guld i EM 2004 i Ungern som främsta merit. Hon slutade spela för landslaget efter VM 2005 men spelade några strölandskamper. Den 3 maj 2007 spelade hon sista landskampen mot Ungern. I juli 2013 deltog hon vid EM i beachhandboll 2013 i Randers i Danmark. Norge vann ett brons i EM 2013 efter att ha besegrat Ukraina i bronsmatchen med 2-1. 2013 spelade hon VM i beachhandboll och vann en bronsmedalj med norska laget, efter förlust mot Ungern i semifinalen med 1-2 och sedan vinst mot Taiwan med 2-0.

## Privatliv
Kjersti Beck är utbildad fysioterapeut och har varit anställd som radiovärd på Radio Adressa.